# Maranta
Genre
Classification phylogénétique
Maranta est un genre des plantes monocotylédones de la famille des Marantaceae. Quelques espèces sont cultivées pour leurs grandes feuilles ou pour la cuisine, comme l'arrow-root.
Le nom du genre rend hommage au botaniste italien Bartolomeo Maranta (vers 1500-1571).
Ce genre est composé d'environ 20 espèces de plantes vivaces rhizomateuses à feuillage persistant, poussant dans la forêt humide tropicale, en Amérique centrale et en Amérique du Sud. Les Maranta forment des touffes compactes.

## Description

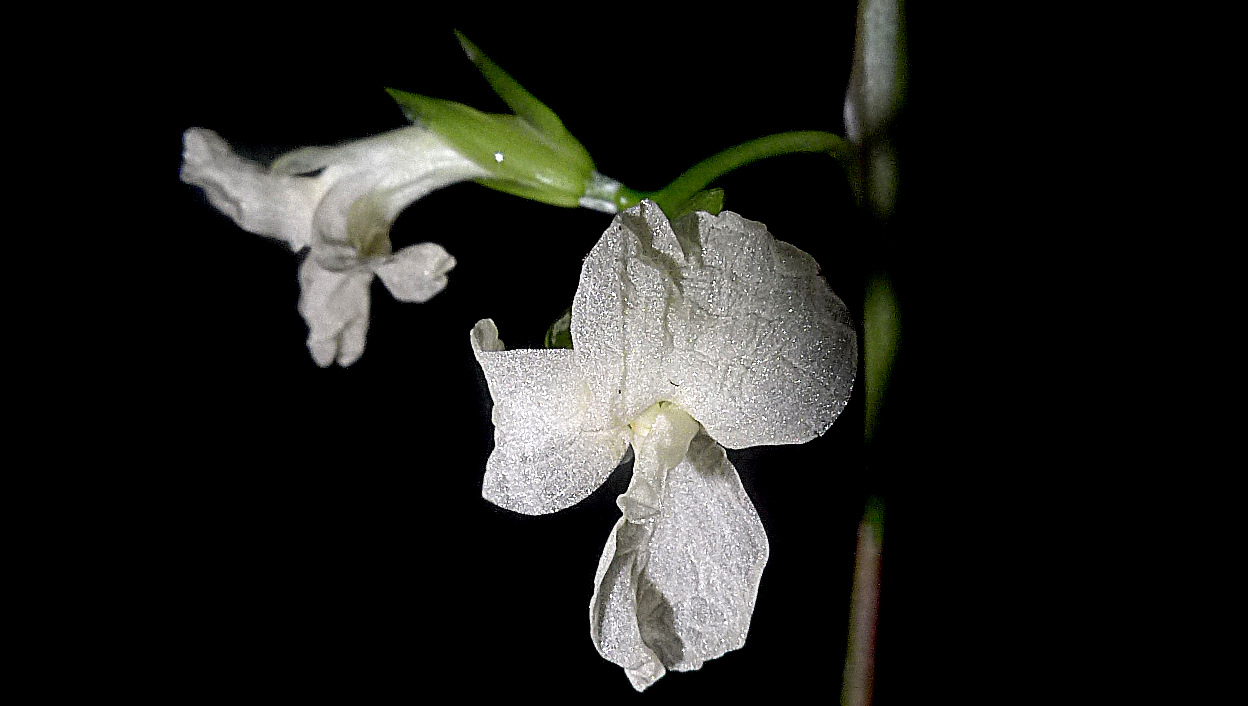
Fleur dépourvue de symétrie (ici Maranta subterranea)

Le système racinaire est superficiel.
Les feuilles sont elliptiques, avec la pointe émoussée. Elles s'étalent durant le jour et se redressent le soir.
Les petites fleurs blanches, tubulaires sont portées par paires et réunies en grappes légères.
Elles se cultivent comme des plantes d'appartement ou de serre, soit en suspension, soit palissés à l'aide de tuteurs, sous lumière vive mais tamisée. Pour un meilleur résultat, il est bon de les cultiver dans un mélange terreau/tourbe/terre franche, dans des coupes plus larges que profondes. Les Maranta apprécient une vaporisation du feuillage.
Fait exceptionnel, certaines espèces, telles que Maranta subterranea ci-contre, ont des fleurs asymétranthes, i.e. dépourvues de toute symétrie.
Les marantas ou (marantes) passent pour être des plantes dépolluantes. En réalité des études ont montré qu'aucune plante n'avait cette capacité pour les faibles teneurs des habitations.

## Liste d'espèces
Selon World Checklist of Selected Plant Families (WCSP) (15 février 2012) :

## Espèces aux noms synonymes, obsolètes et leurs taxons de référence
Selon World Checklist of Selected Plant Families (WCSP) (27 février 2012)